# Эргашев, Адхамджон Абдулладжон угли
Адхамджон Абдулладжон угли Эргашев (узб. Adhamjon Abdullahjon oʻgʻli Ergashev / Адҳамжон Абдуллажон ўғли Эргашев; род.12 марта 1999, Наманган) — узбекский тяжелоатлет, чемпион Азии 2022 года, призёр Азиатских игр 2018 года и вторых юношеских Олимпийских игр 2014 года.

## Карьера
Родился в 1999 году. В 2016, 2018 и 2019 годах становился чемпионом мира среди юниоров.
На вторых юношеских Олимпийских играх в 2014 году завоевал бронзовую медаль.   
В 2015 году на чемпионате мира в Хьюстоне занял итоговое 19-е место. Через два года в Анахайме завоевал малую бронзовую медаль в упражнении рывок в весовой категории до 62 кг.  
На летних Азиатских играх в Джакарте в 2018 году, в вестовой категории до 62 кг, стал бронзовым призёром. 
В начале ноября 2018 года на чемпионате мира в Ашхабаде, узбекский спортсмен, в весовой категории до 62 кг., занял итоговое шестое место. 
В сентябре 2019 года на чемпионате мира в Паттайе, Адхамджон, в весовой категории до 67 кг, завоевал малую бронзовую медаль в толкании штанги (328 кг). В итоговом протоколе стал четвёртым.
В 2021 году награждён медалью «Шухрат».